# Othello (film, 1995)
Pour les articles homonymes, voir Othello.
Pour plus de détails, voir Fiche technique et Distribution.
Othello est un film américano-britannique, réalisé par Oliver Parker,  sorti en 1995.

## Fiche technique
- Titre français : Othello
- Pays d'origine :  États-Unis,  Royaume-Uni
- Année : 1995
- Réalisation : Oliver Parker
- Scénario : Oliver Parker (adaptation)
- Histoire : William Shakespeare, d'après sa pièce éponyme
- Production : David Barron et Luc Roeg
- Producteur exécutif : Jonathan Olsberg
- Société de production : 
  - Dakota Films
  - "Imminent Film Production"
- Société de distribution : 
  - Columbia Pictures (Usa)
  - Sony Pictures Entertainment (reste du monde)
- Musique : Charlie Mole
- Photographie : David Johnson
- Montage : Tony Lawson (de)
- Costume : Caroline Harris
- Maquillage : Tina Earnshaw (chef maquillage)
- Langue : anglais
- Format : Couleur – 1,85:1 – 35 mm – Dolby – Dolby Digital
- Genre : Drame
- Durée : 123 minutes
- Dates de sortie : 
  - États-Unis : 15 décembre 1995
  - Royaume-Uni : 16 février 1996
  - France : 3 avril 1996

## Distribution
- Laurence Fishburne (VF : Samuel Labarthe) : Othello
- Kenneth Branagh (VF : Patrick Poivey) : Iago
- Irène Jacob : Desdémone
- Nathaniel Parker (VF : Thibault de Montalembert) : Cassio
- Michael Maloney (VF : Vincent Violette) : Roderigo
- Pierre Vaneck : Brabantio
- Nicholas Farrell : Montano
- Anna Patrick : Emilia
- Michael Sheen : Lodovico
- André Oumansky : Gratiano
- Indra Ové : Bianca
- Gabriele Ferzetti : le Doge de Venise